# Район Канаґава
35°28′37″ пн. ш. 139°37′49″ сх. д. / 35.47694° пн. ш. 139.63028° сх. д.
Райо́н Канаґа́ва (яп. 神奈川区, かながわく, МФА: [kanagawa ku], «Канаґавський район») — район міста Йокогама префектури Канаґава в Японії. Станом на 1 квітня 2009 площа району становила 23,88 км². Станом на 1 липня 2011 населення району становило 233 308 осіб.